# Kalatur
Kalatur viene del sumerio kala.tur, "joven kala". "Kala" o "kalu" era un oficial de culto, generalmente interpretado como cantante en especial de lamentos. Este personaje de la mitología sumeria y acadia fue creado junto con el kurgara por el dios Enki expresamente para conmover el corazón de la diosa de los infiernos Ereshkigal y conseguir la liberación de Inanna, presa en los infiernos de su propia ambición.
- Datos: Q5957717